# Hrungner
Hrungner eller Rungner (= Den rungende, larmende) var en jætte i norrøn mytologi, kendt som bomstærk og storskrydende, og ejer af hesten Guldfakse.
Hrungner optræder i myten Thors kamp med Hrungner kendt fra Skáldskaparmál, hvor det findes i kvadet Haustlǫng af Thjodolf den Hvinverske, tilegnet Torleiv Hordakåresson den spage. Det er et såkaldt "skjoldkvad", dvs. en beskrivelse af billeder malet på et skjold, som skjalden har fået af Torleiv. Myten om Thors kamp med Hrungner er dog muntrere genfortalt af Snorre i Gylfaginning.
At myten var meget udbredt og afholdt, viser skjaldenes kenninger, der kan kalde et skjold for "Hrungners fod", og Mjølner for "Hrungners bane". Et trylletegn kaldt "et hrungnershjerte" havde tre spidser, som det ses på Snoldelevstenen.
I vers 14 afkvadet Hårbardsljod praler Hårbard af sig selv med ordene:
Ej fandt du en hårdere hals
siden Hrungners Helfart.
I Lokasenna truer Thor i vers 61 Loke med ordene:
På dig skal min vældige hammer
Mjølner munden stoppe.
Med höjre hånd
jeg dig hugger med Hrungners bane,
så at hvert ben i dig brydes.
I Eddas heltedigte henvises til Hrungner i vers 9 af Grottesangen:
Hård var Hrungner
og Hrungners Fa'er,
endnu stærkere
Tjalfe var.